# Parafia Matki Bożej Królowej Polski w Miłkach
Parafia Matki Bożej Królowej Polski w Miłkach – rzymskokatolicka parafia leżąca w dekanacie Orzysz należącym do diecezji ełckiej. Mieści się przy ulicy Giżyckiej.
Parafia została erygowana w 1962 przez bpa Tomasz Wilczyńskiego – delegata Prymasa Polski z uprawnieniami biskupa rezydencjalnego w Olsztynie. Wcześniej na terenie parafii od 1948 funkcjonowała administratura parafialna. Społeczność parafii tworzy około 2 tysięcy osób. Funkcjonują dwie kaplice dojazdowe w Rudzie i Marcinowej Woli. 
Pierwszym administratorem parafii był ks. Piotr Koszykowski (1948–1952). Zastąpił go ks. Jan Bogdanowicz, który po erygowaniu parafii został jej pierwszym proboszczem. Po nim funkcję tę pełnili ks. Bogusław Kossakowski (1976–1989), ks. Kazimierz Suchecki (1989–2000), ks. Wiesław Śliwczyński (2000–2014). Obecnie proboszczem jest ks. Marceli Ogar.
30 września 2020 parafia weszła w skład nowo utworzonego dekanatu św. Jana Pawła w Orzyszu, wcześniej przynależała do dekanatu św. Krzysztofa w Giżycku.